# Vireda kyrka
Vireda kyrka är en kyrkobyggnad som tillhör Haurida-Vireda församling i Linköpings stift. Kyrkan ligger i Vireda i Aneby kommun.

## Kyrkobyggnaden
Enligt en dendrokronologisk undersökning är träkyrkans äldsta delar från omkring år 1344. Kyrkan vilar på en fogad gråstenssockel och består av ett timrat långhus. Vid östra kortsidan finns en korabsid uppförd 1705. Norr om koret finns en sakristia av sten, uppförd vid slutet av medeltiden. Vid västra kortsidan finns kyrktornet, uppfört 1705. En korsarm, tillkommen 1755, finns vid långhusets norra sida. Vid tornets södra sida finns huvudingången till vapenhuset som är inrymt i tornets bottenvåning. Ytterligare ingångar finns vid södra långsidan samt på korsarmens norra gavel. Långhusets branta sadeltak, sakristians tak samt torntaket är klädda med tjärade spån. Sakristian och korabsiden av sten är vitkalkade. Kyrkans timrade delar har ytterväggar klädda med rödfärgade spån.
Kyrkorummet har väggmålningar från 1500-talet och takmålningar från 1756–1757. Under 1600-talet överkalkades väggmålningarna, men togs fram igen 1938. Nuvarande bänkinredning tillkom vid en renovering 1906 och försågs 1938 med gavlar och dörrar som gjorde bänkinredningen sluten. Stensakristian har ett kryssvalv.

## Inventarier
- Dopfunten är från 1200-talet och antyder att en tidigare kyrka kan ha funnits på platsen.
- Av två krucifix är det ena från 1300-talet och det andra från 1400-talet.
- Predikstolen från 1663 är skänkt av Per Brahe d.y.

### Orgel
- 1755 byggdes en orgel av Jonas Wistenius med åtta stämmor. Präsid. Hammarberg stod för halva kostnaden av orgeln.[1] Den omändras 1857.

| Manualen      |
| Gedackt 8'    |
| Principal 4'  |
| Flöjt 4'      |
| Kvinta 3'     |
| Oktava 2'     |
| Spetsflöjt 2' |
| Mixtur III    |
| Trumpet 8'    |
| Tremulant     |

- En verk med elva stämmor byggdes 1908 av Eskil Lundén bakom orgelfasaden från 1755 års orgel byggd av Jonas Wistenius. Den är pneumatisk och omdisponerad.

| Huvudverk I  | Svällverk II       | Pedal      | Koppel |
| Borduna 16’  | Violinprincipal 8’ | Subbas 16’ | I/P    |
| Principal 8’ | Rörflöjt 8’        | Oktava 4’  | II/P   |
| Gedackt 8’   | Flöjt 4’           |            | II/I   |
| Oktava 4’    | Hålkvint 2 2⁄3’    |            | I 4'/I |
| Oktava 2’    | Svegel 2'          |            |        |
| Trumpet 8’   |                    |            |        |

## Bildgalleri

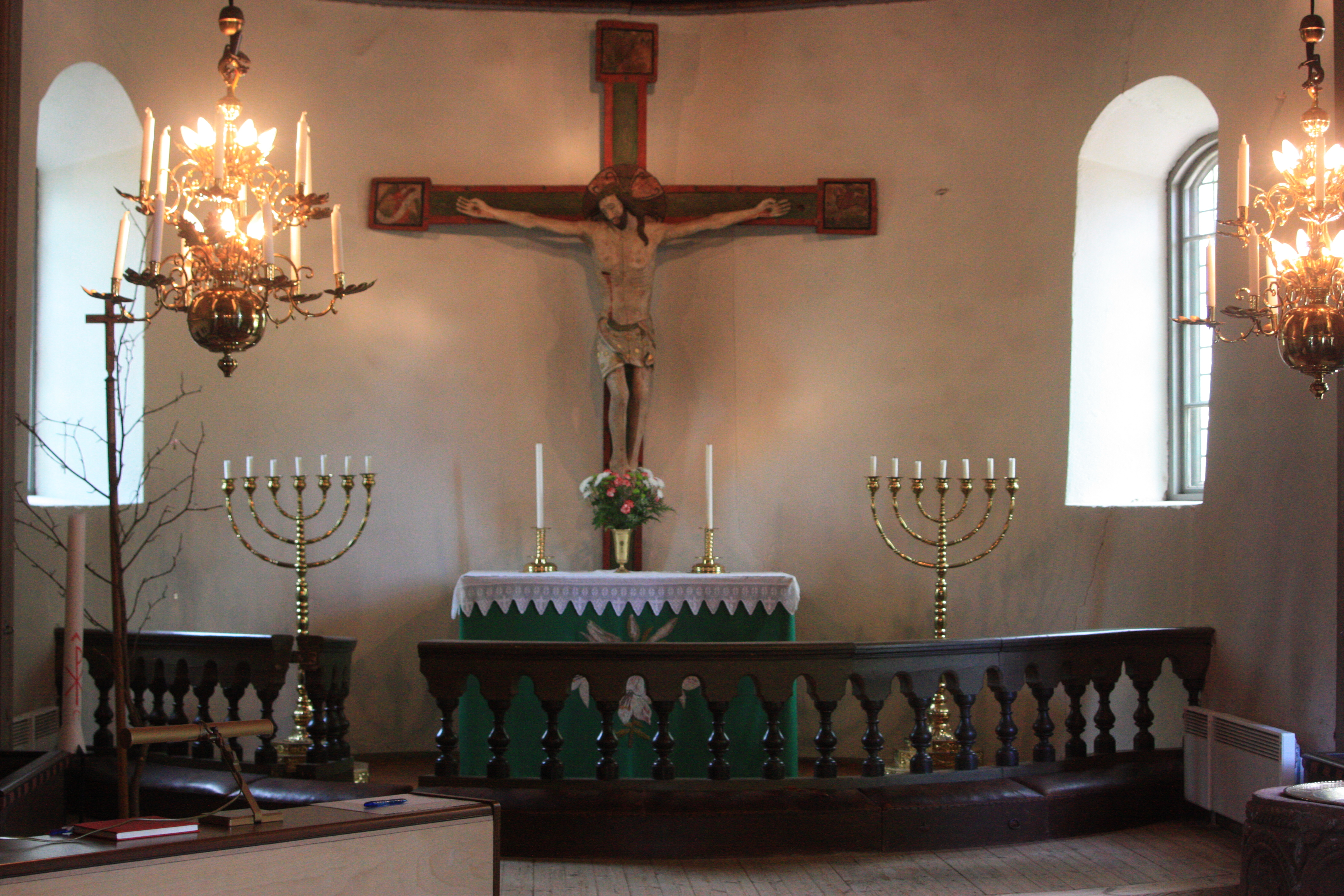
Koret med krucifix från 1400-talet
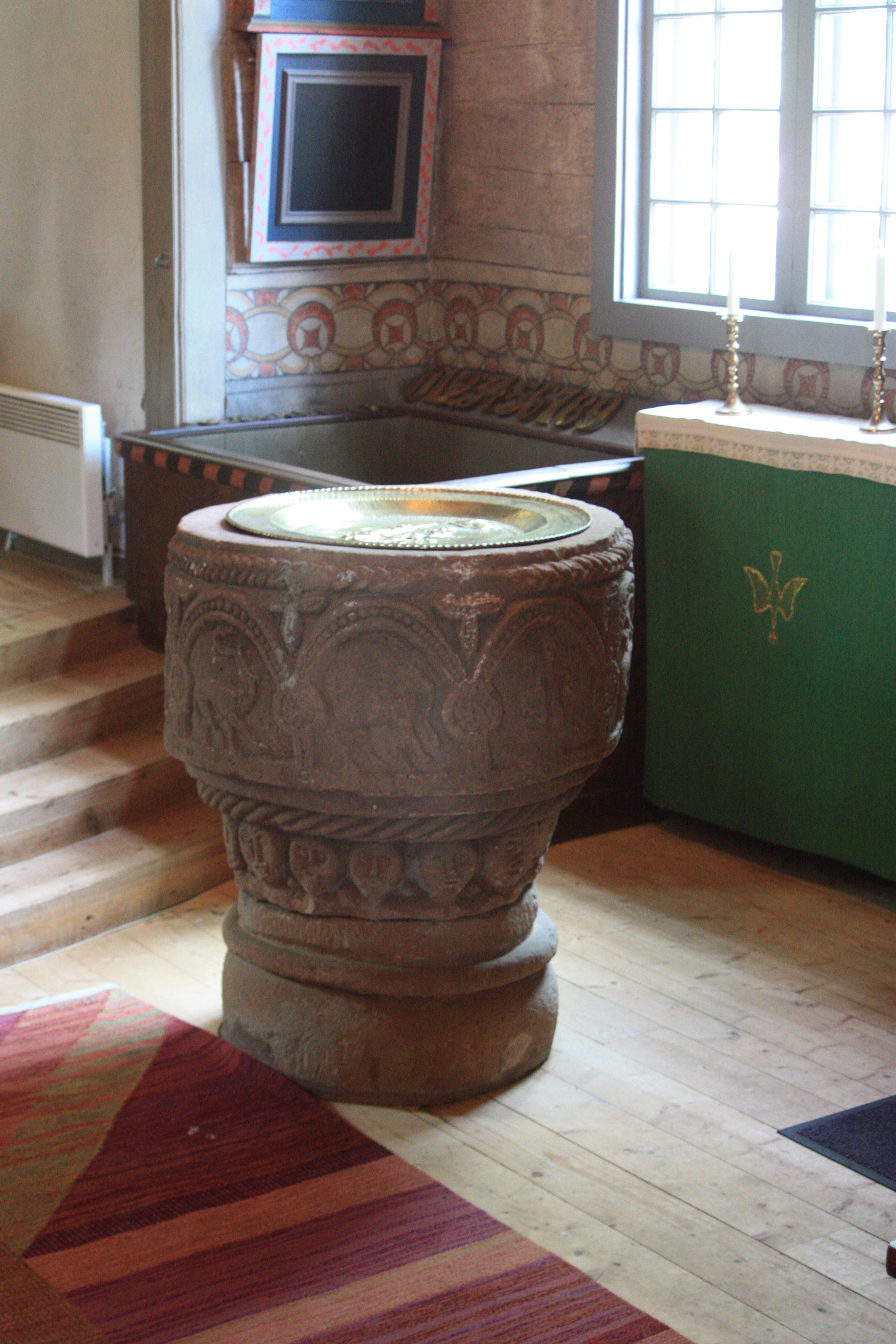
Dopfunt   daterad till  1100-talet
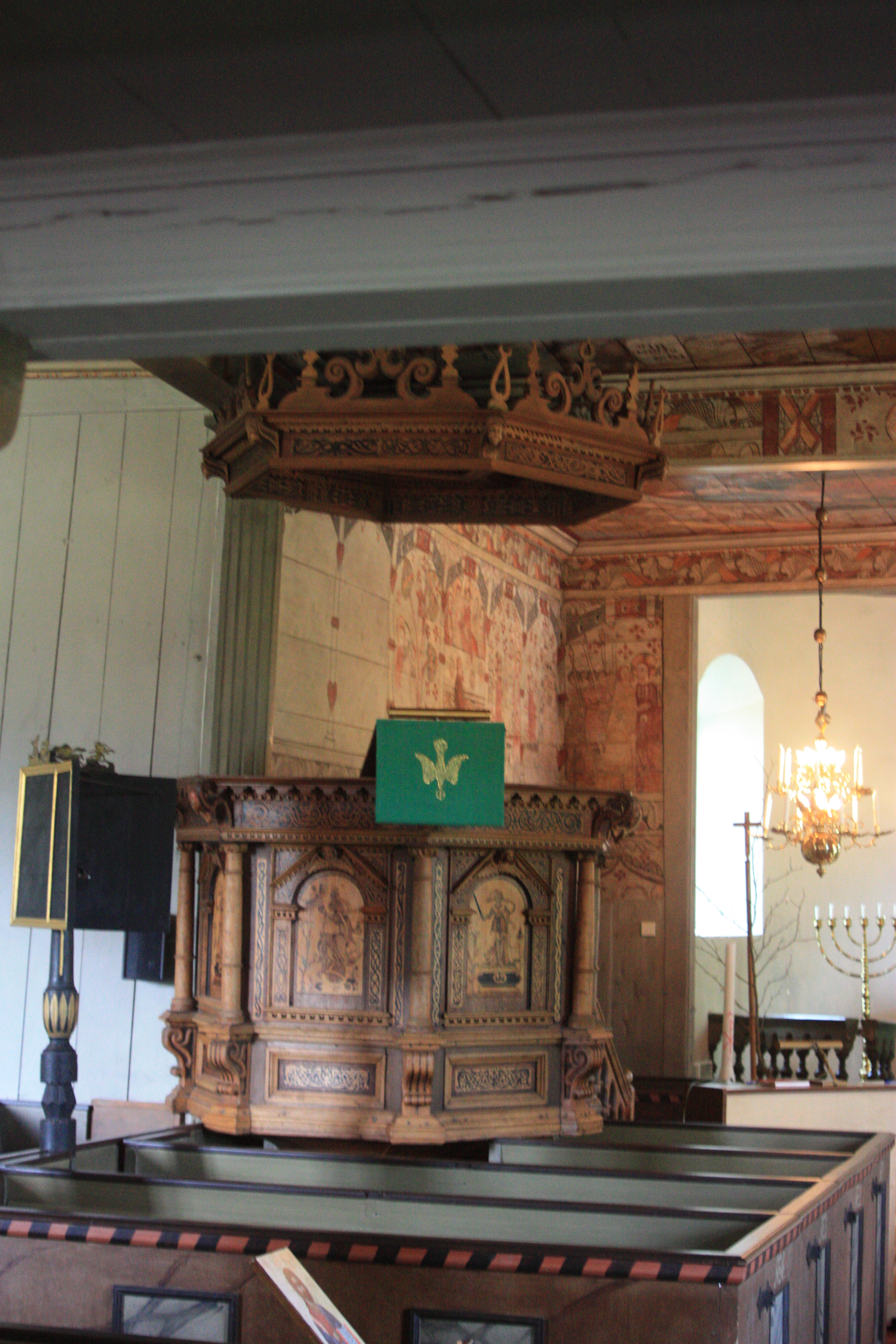
Predikstolen
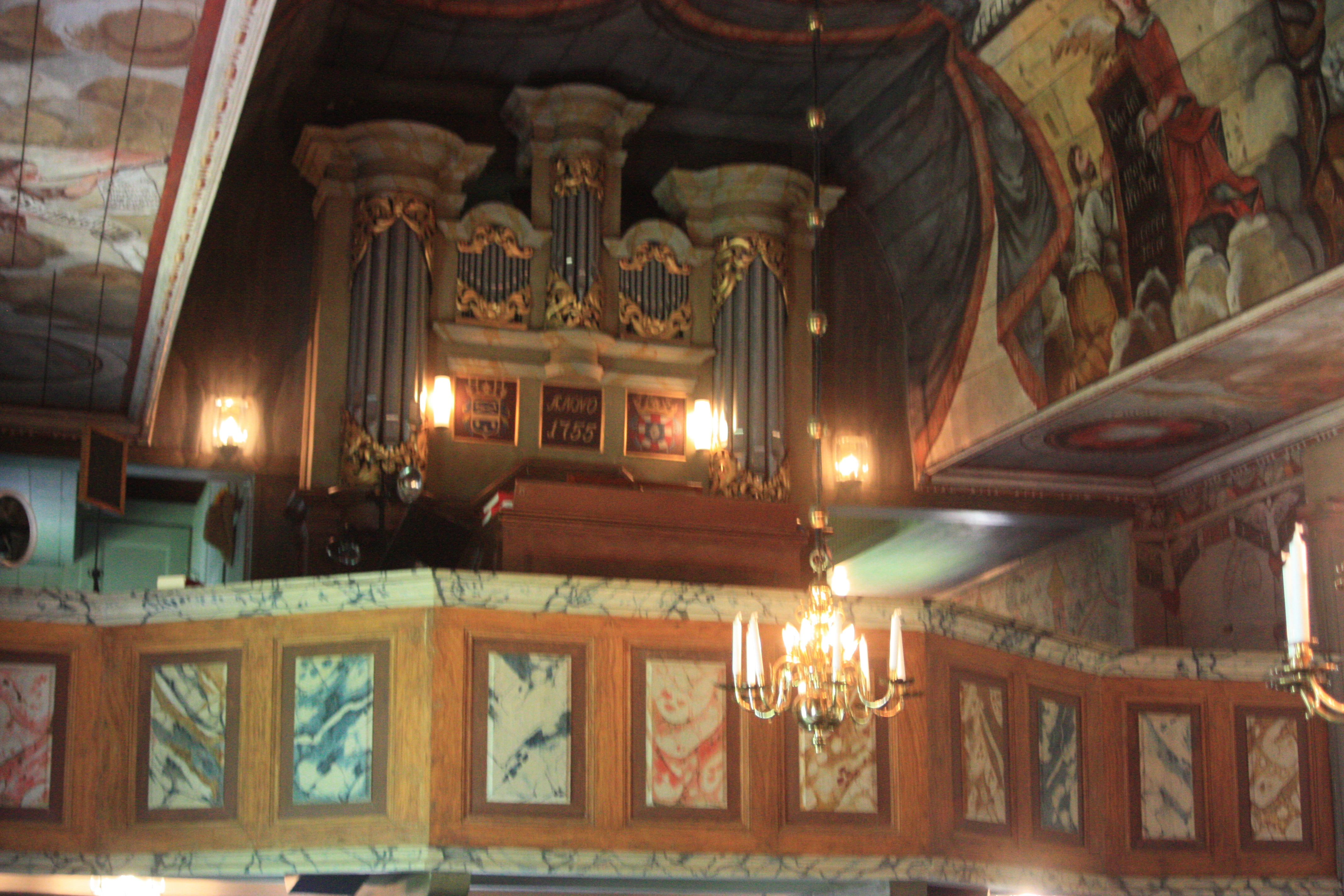
Läktarorgeln
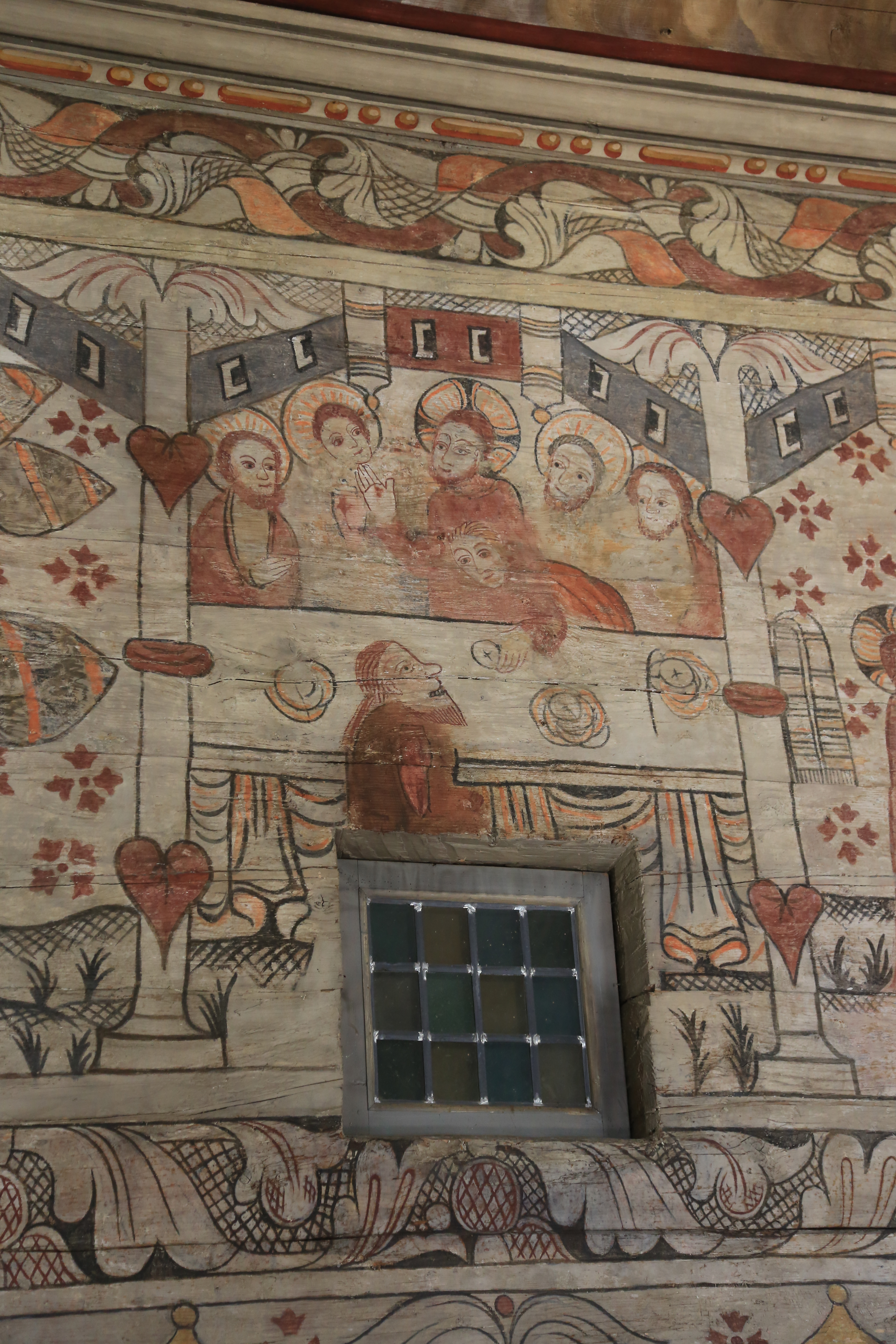
Väggmålningar från 1500-talet
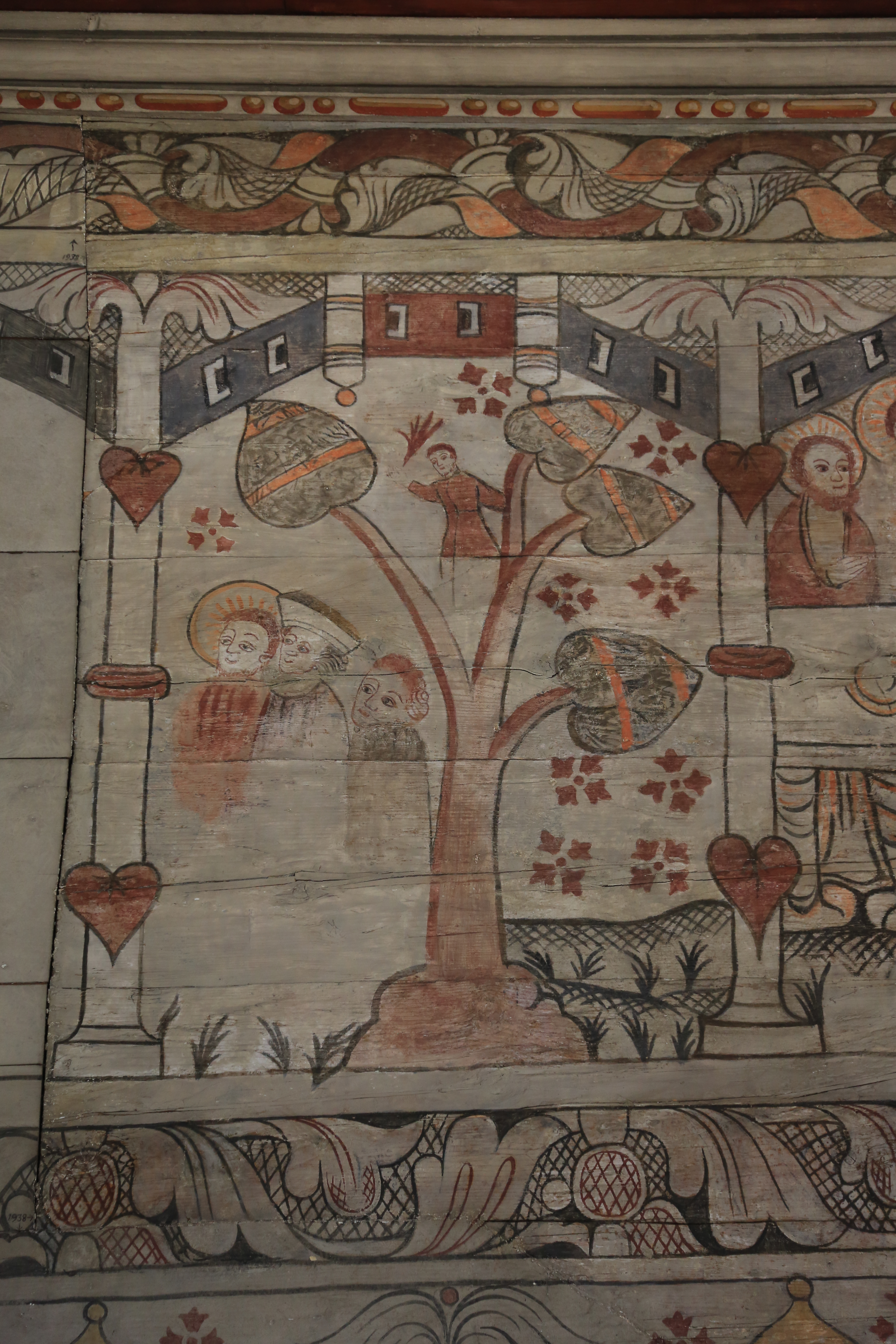
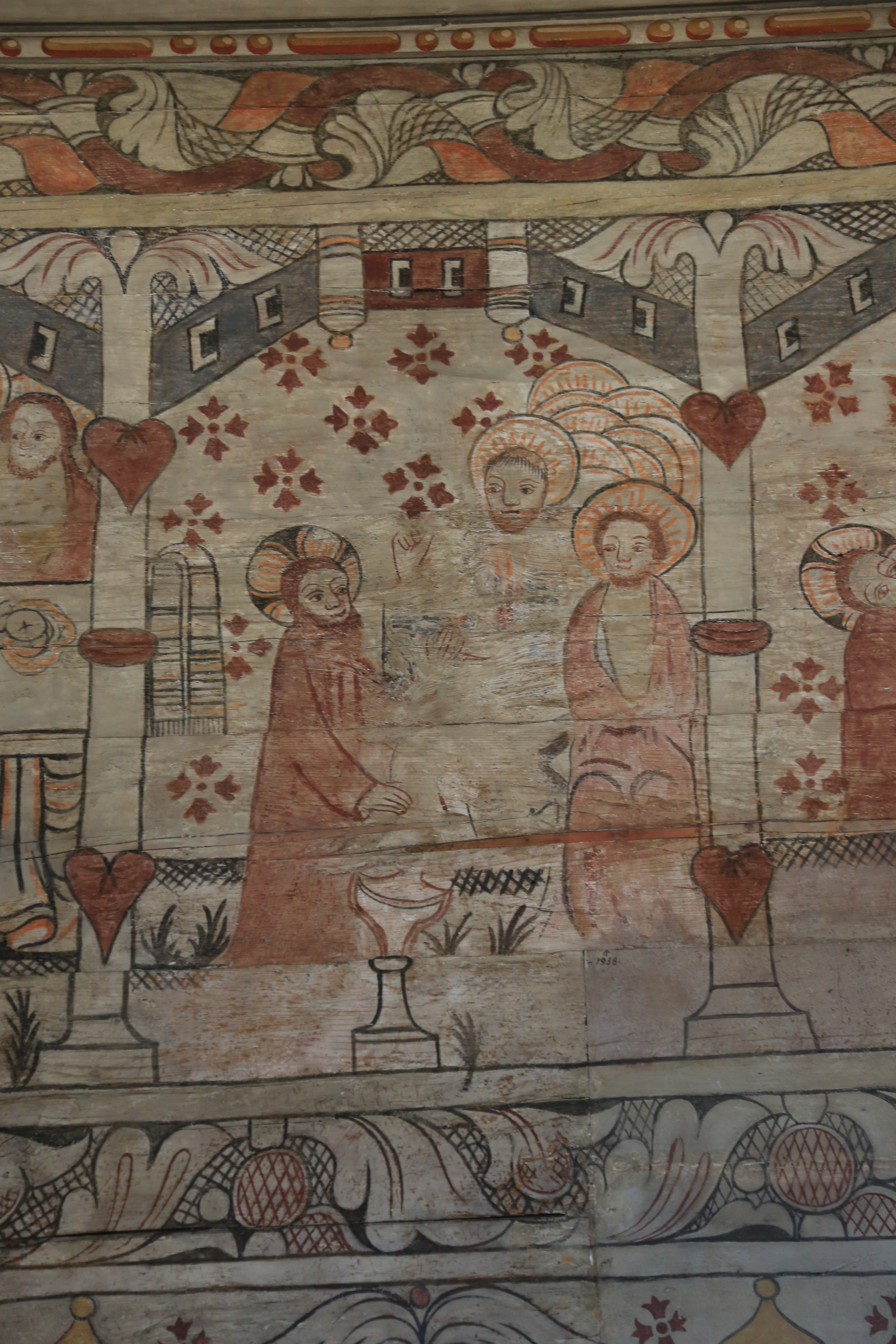